# Stenelmis lutea
Stenelmis lutea là một loài bọ cánh cứng trong họ Elmidae. Loài này được Zhang, Su & Yang miêu tả khoa học năm 2003.